# تاريخ التدريب البدني واللياقة البدنية

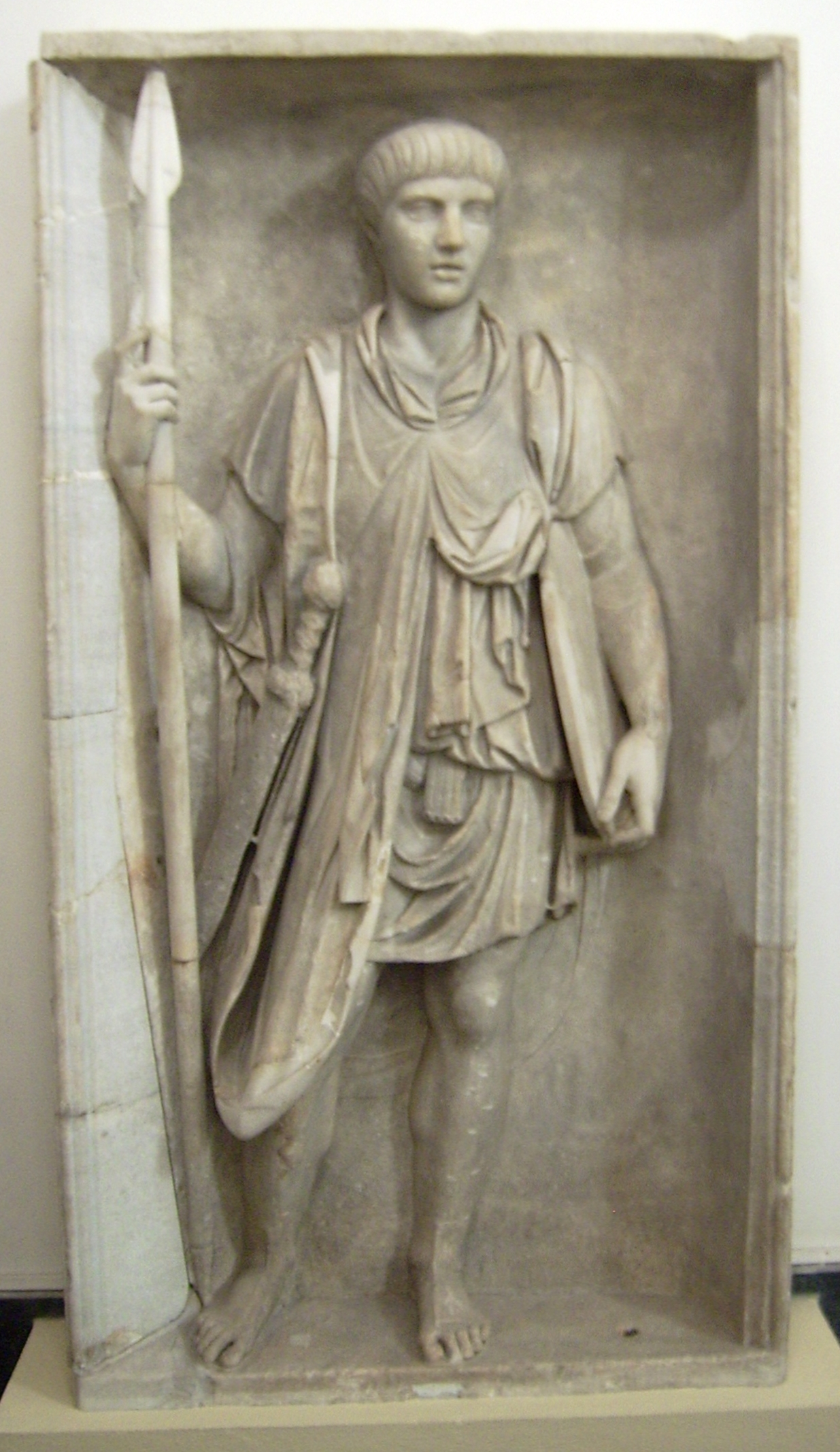
نقش بارز يصور جنديًا من الفيلق الروماني، روماني، من نهاية القرن الأول، تم العثور عليه في بوتسوولي حوالي عام 1800، وتم الحصول عليه في روما عام 1830 لمجموعة آثار برلين، رخام أبيض إلى رمادي أزرق، ارتفاع 159 سم وعرض 86 سم، Sk 887

كان التدريب البدني موجودًا في المجتمعات البشرية عبر التاريخ. عادةً، كان يُجرى لأغراض التحضير للمنافسة الجسدية أو العرض وتحسين الصحة الجسدية والعاطفية والعقلية وإضفاء مظهر جذاب.
استغرق الأمر مجموعة متنوعة من الأشكال المختلفة ولكن فُضلت التمارين الحركية السريعة على التمارين البطيئة أو الأكثر ثباتًا. على سبيل المثال، ذُكر الجري والقفز والمصارعة والجمباز ورمي الأحجار الثقيلة بصيغة متكررة في المصادر التاريخية، وجرى التأكيد على أنها أساليب تدريب فعالة للغاية. والجدير بالذكر أنها من أشكال من التمارين التي يمكن تحقيقها بسهولة لمعظم الناس إلى هذا الحد أو ذاك.
يُظهر الجذع المتطور وعضلات الألوية الكبيرة لهذا الملاكم اللياقة البدنية التي كانت نتيجة قياسية لأساليب التدريب البدني.
كان الرياضيون في اليونان القديمة يمارسون التدريب البدني على نطاق واسع. ومع ذلك، بعد حظر الرومان الألعاب الأولمبية الأصلية عام 394، لم تُجرى مثل هذه المسابقات الرياضية المهمة ثقافيًا مرة أخرى حتى القرن التاسع عشر. في عام 1896، أعيد تقديم الألعاب الأولمبية بعد فجوة استمرت نحو 1500 عام. في السنوات الفاصلة بينهما، أصبحت أنظمة التدريب البدني الرسمية أكثر توافقًا مع التدريب العسكري. في حين كانت هناك اختلافات في كيفية تجسيد التدريب بناءً على ما كان قيد التحضير له، وُجدت أيضًا أوجه تشابه واضحة، ويمكن رؤية أساليب التدريب والتركيز المتشابهة لتتكرر عبر التاريخ الأوروبي.

## التدريب البدني للنساء
كان للتدريب البدني للمرأة العديد من أوجه التشابه مع تدريب الرجال ولكنه مصمم بأسلوب ملحوظ لتلبية متطلباتهن البدنية. هذا يعني عمومًا أنه كان لديه تركيز متزايد على خفة الحركة، وتقليل التركيز على القوة والقدرة على التحمل. عمومًا، كان التدريب أقل كثافة بأسلوب ملحوظ من التدريب الذي يمارسه الرجال. كان هذا لأسباب فسيولوجية وثقافية مترابطة. كانت الأسباب الفسيولوجية الرئيسية أنه لم يكن من المفترض أن تتدرب النساء مثل الرجال لأسباب مرتبطة بالخصوبة. في حين أن المناقشة حول التدريب البدني للمرأة نادرة نسبيًا في المصادر التاريخية، ولكن يوجد سببان يسودان. يُعد الأول في سياق القرن التاسع عشر في فرنسا، وهو أن التدريب البدني المكثف لم يكن متوافقًا مع الدورة الشهرية للمرأة. يمكن أن يؤدي الاثنان معًا إلى الإرهاق، خاصة خلال فترة المراهقة. لأسباب مماثلة، عُدَّ غير متوافق مع الحمل وفترات الرضاعة الطبيعية. السبب الثاني هو أن التدريب البدني المكثف يميل إلى إشراك أو الاستعداد لمنافسة جسدية مباشرة، التي قد تنطوي على اتخاذ العديد من الضربات والتأثيرات. عُدّ أنه إذا أصيبت امرأة في منطقة رحمها فقد يتسبب ذلك في ضرر طويل الأمد، ويؤثر سلبًا في الخصوبة. في حين أنه من غير الواضح إلى أي مدى جرى تطبيق مثل هذه المواقف على تدريب النساء عبر التاريخ، فمن الواضح أنه اجتنِبَ التدريب البدني المكثف والمطول، وألعاب الاتصال الكامل عمومًا. ومع ذلك، توجد استثناءات ملحوظة، مثل محاربات الأمازون اللواتي استلزمت مهنتهن القدرة على المنافسة في بيئة مادية مكثفة.
تشمل التمارين الأكثر شيوعًا التي تمارسها النساء الجري (متضمنًا الركض السريع
) والقفز والحجر الخفيف أو رمي الجلة  وتمارين الدمبل الخفيفة والرماية والمبارزة  والنوادي الهندية المتأرجحة والسباحة وألعاب الكرة ورياضات المضرب وأشكال مختلفة من الجمباز. كانت دورة ألعاب الهرايان تعادل الألعاب الأولمبية القديمة للسيدات، وأقيمت قبل منافسات الرجال. وفقًا للمؤرخ إي نورمان جاردينير:
في المهرجان وجدت سباقات للعذارى من مختلف الأعمار. كان مسارهم 500 قدم، أو أقل بمقدار سدس من ملعب الرجال. ركضت العذارى وشعرهن على ظهورهن،  وثوب قصير يصل إلى أسفل الركبة مباشرة، وكتفهن الأيمن عارٍ حتى الصدر. وتلقى المنتصرون تيجان الزيتون ونصيبًا من العجلة التي جرت التضحية بها لهيرا. وكان لهم أيضًا الحق في نصب تماثيلهم في الحريوم.
من الجدير بالذكر أن الأعمال الفنية التاريخية التي تصور النساء في المتوسط، تُظهر لهن ثديًا أصغر بكثير من النساء في العصر الحديث. تميل الرياضيات والمحاربات إلى التمثيل إما بعدم ارتداء أي شكل من أشكال دعم الثدي أو في حالات نادرة  يستخدمن رباطًا للثدي، كما هو موضح في فسيفساء «فتيات البيكيني» الرومانية.
شخصية برونزية لامرأة تعمل من سبارتا. كان كشف أحد الثديين علامة على أن المرأة كانت منخرطة في ألعاب القوى أو الحرب. المتحف البريطاني 52-500 قبل الميلاد.